# Landgericht Würzburg

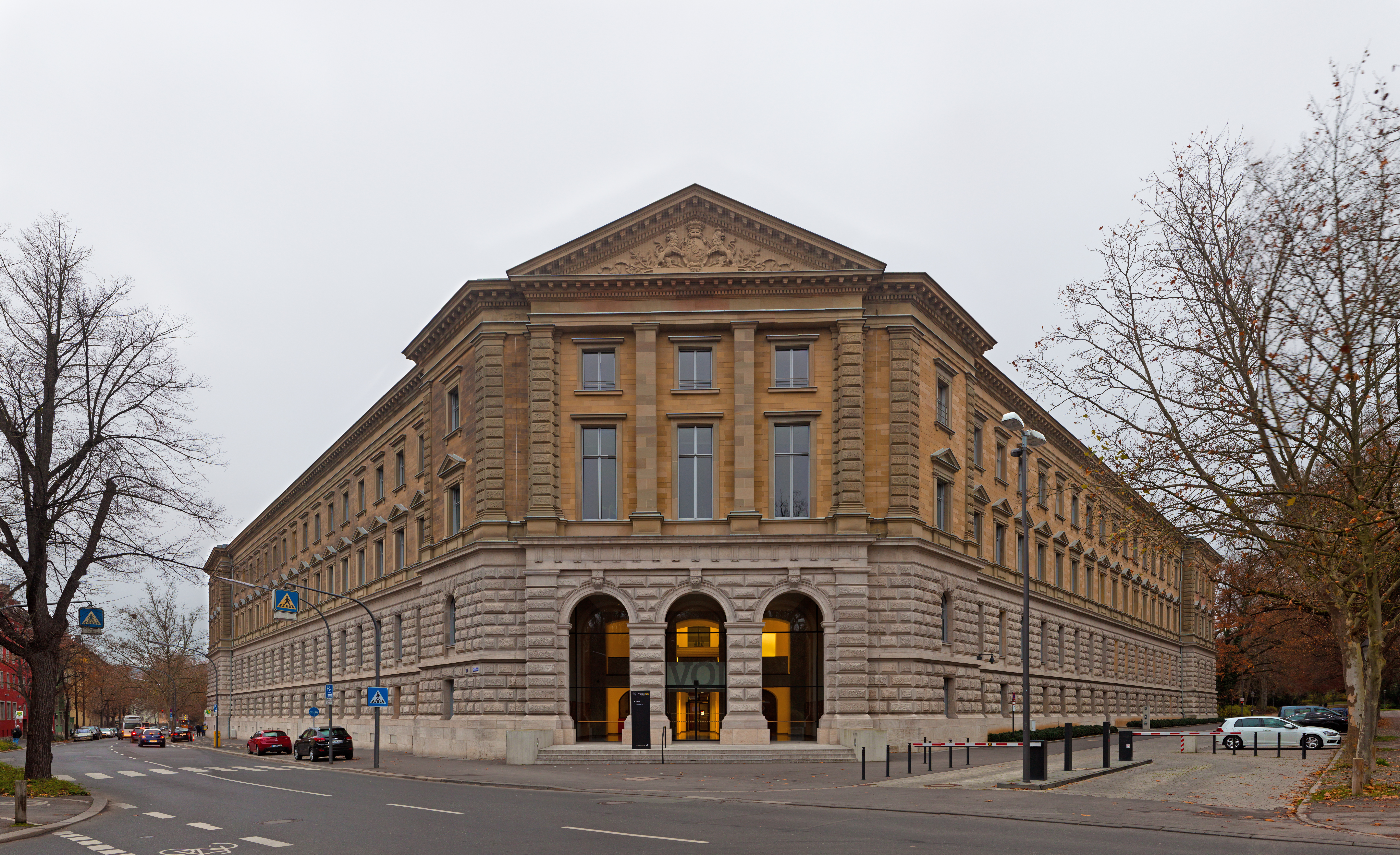
Das Amts- und Landgericht im 1892 erbauten Justizpalast (2014)

Das Landgericht Würzburg ist ein Gericht der ordentlichen Gerichtsbarkeit. Es ist eines von 22 Landgerichten (LG) im Freistaat Bayern. Es ist im Justizzentrum Würzburg in der Ottostraße 5 untergebracht.

## Geschichte

### Bayerische Landgerichte älterer Ordnung
Im Gebiet um Würzburg entstanden 1804 nach der Säkularisierung des Hochstifts Würzburg durch Bayern die Landgerichte „Würzburg links des Mains“ in Ochsenfurt und „Würzburg rechts des Mains“ in Röttingen sowie das „Stadtgericht Würzburg“. 1806 kam das Gebiet an das Großherzogtum Würzburg, mit dem es aber 1814 wieder an Bayern zurückfiel. 1840 wurde das Landgericht Röttingen nach seinem Amtssitz in Landgericht Aub umbenannt. 
Die Landgerichte älterer Ordnung waren im Königreich Bayern Gerichts- und Verwaltungsbehörden, die 1862 in ihrer Funktion als Verwaltungsbehörden von den Bezirksämtern und 1879 in ihrer Funktion als Gerichte von den Amtsgerichten abgelöst wurden. Die bisherigen Land- und Stadtgerichte wurden in Amtsgerichte umgewandelt, so entstanden das Amtsgericht Würzburg I (aus dem Stadtgericht Würzburg) und das Amtsgericht Würzburg II (aus dem Landgericht Würzburg älterer Ordnung). Die Zusammenlegung der Amtsgerichte Würzburg I und II erfolgte im Jahr 1892 mit der Einweihung des Würzburger Justizpalasts.

### Landgericht nach dem Gerichtsverfassungsgesetz 1879
Nach Inkrafttreten des Gerichtsverfassungsgesetzes 1879 wurde in Würzburg auch ein Landgericht im heutigen Sinn gebildet. Vorläufer war das 1857 gegründete Bezirksgericht Würzburg. Das Amts- und Landgericht wurden 1892 gemeinsam im neu erbauten Justizpalast untergebracht.

### Landesarbeitsgericht Würzburg
Gemäß Arbeitsgerichtsgesetz vom 23. Dezember 1926 wurden in Deutschland Arbeitsgerichte gebildet. Diese waren nur in der ersten Instanz organisatorisch selbstständige Gerichte, die Landesarbeitsgerichte waren den Landgerichten zugeordnet. Am Landgericht Würzburg entstand so 1927 das Landesarbeitsgericht Würzburg als eines von 23 Landesarbeitsgerichten in Bayern. Sein Sprengel umfasste die Gerichtsbezirke der Landgerichte Würzburg und Landgericht mit den Arbeitsgerichten Brückenau, Gemünden, Hammelburg, Karlstadt, Kitzingen, Kissingen, Münnerstadt, Neustadt an der Saale, Ochsenfurt, Schweinfurt und Würzburg. Das Landesarbeitsgericht Aschaffenburg wurde bereits zum 1. Januar 1930 aufgehoben, da die Zahl der Landesarbeitsgerichte auf 7 reduziert wurde. Die Aufgaben übernahm das Landesarbeitsgericht Würzburg. Damit erweiterte sich dessen Sprengel um die Arbeitsgerichte Aschaffenburg, Lohr, Miltenberg und Obernburg.
Nach der Besetzung Deutschlands durch die Alliierten wurden 1945 zunächst alle Gerichte geschlossen. Die ordentlichen Gerichte wurden schon bald wieder eröffnet, während die Arbeitsgerichte zunächst nicht wieder eingerichtet wurden, so dass arbeitsgerichtliche Streitigkeiten von den ordentlichen Gerichten erledigt werden mussten. Gemäß Kontrollratsgesetz 21 vom 30. März 1946 sollten in Deutschland Arbeitsgerichte aufgebaut werden. Mit dem bayerischen Vollzugsgesetz vom 6. Dezember 1946 richtete das Staatsministerium für Arbeit und Sozialordnung am 30. Januar 1947 die Arbeitsgerichte wieder ein. Das Arbeitsgericht Würzburg entstand dabei nicht neu.

## Landgerichtsbezirk
Der Bezirk des LG Würzburg erstreckt sich neben der kreisfreien Stadt Würzburg auf folgende Landkreise:
- Main-Spessart
- Kitzingen
- Würzburg

## Über- und nachgeordnete Gerichte
Das Landgericht Würzburg ist eines von sieben dem Oberlandesgericht Bamberg nachgeordneten Landgerichten; nachgeordnet sind die Amtsgerichte in Gemünden am Main, Kitzingen und Würzburg.